# Okno ościeżnicowo-krosnowe
Okno ościeżnicowo-krosnowe – konstrukcja okienna z pojedynczymi skrzydłami otwieranymi najczęściej do wnętrza i zawieszonymi na krośnie osadzonym w środku ościeżnicy o grubości równej grubości ściany. Ten typ stolarki wykształcił się w budownictwie szkieletowym; najstarszy znany w Polsce przykład pochodzi z XVIII wieku.